# Masemba
A masemba é uma dança de origem angolana cujas raízes remontam ao kaduke.
Masemba significa umbigadas, plural de semba (umbigada), tendo vindo posteriormente a tornar-se uma dança muito popular em Luanda misturando-se com ritmos locais dando origem ao semba. É esta dança que foi levada pelos escravizados para o Brasil, em finais do século XVIII, dando origem à "umbigada", ao "lundu", cujo nome se origina em "kalundu" um ser sobrenatural que dirige os destinos do homem, e posteriormente dá origem ao "samba".